# Torneig de les Sis Nacions 2013
El Torneig de les Sis Nacions de 2013 de rugbi, o també denominat 2013 RBS 6 Nations a causa del patrocini del Royal Bank of Scotland, fou la catorzena edició d'aquest torneig en el format de Sis Nacions. El torneig va començar el 2 de febrer i va concloure el 16 de març de 2013.

## Participants
| Nació      | Estadi              | Estadi   | Estadi      | Entrenador                       | Capità                                  |
| Nació      | Home stadium        | Capacity | City        | Entrenador                       | Capità                                  |
| ---------- | ------------------- | -------- | ----------- | -------------------------------- | --------------------------------------- |
| Anglaterra | Twickenham Stadium  | 82,000   | Londres     | Anglaterra Stuart Lancaster      | Chris Robshaw                           |
| França     | Stade de France     | 81,338   | Saint-Denis | França Philippe Saint-André      | Thierry Dusautoir (per Pascal Papé)     |
| Irlanda    | Aviva Stadium       | 51,700   | Dublín      | Irlanda Declan Kidney            | Jamie Heaslip                           |
| Itàlia     | Stadio Olimpico     | 72,698   | Roma        | França Jacques Brunel            | Sergio Parísse/Martin Castrogiovanni    |
| Escòcia    | Murrayfield Stadium | 67,144   | Edimburg    | Austràlia Scott Johnson (interí) | Kelly Brown                             |
| Gal·les    | Millennium Stadium  | 74,500   | Cardiff     | Gal·les Rob Howley (caretaker)   | Sam Warburton/Ryan Jones/Gethin Jenkins |

## Classificació
| Posició | Nació      | Partits | Partits  | Partits  | Partits | Punts   | Punts     | Punts      | Punts   | Taula de punts |
| Posició | Nació      | Jugats  | Guanyats | Empatats | Perduts | A favor | En contra | Diferència | Assaigs | Taula de punts |
| ------- | ---------- | ------- | -------- | -------- | ------- | ------- | --------- | ---------- | ------- | -------------- |
| 1       | Gal·les    | 5       | 4        | 0        | 1       | 122     | 66        | +56        | 9       | 8              |
| 2       | Anglaterra | 5       | 4        | 0        | 1       | 94      | 78        | +16        | 5       | 8              |
| 3       | Escòcia    | 5       | 2        | 0        | 3       | 98      | 107       | −9         | 7       | 4              |
| 4       | Itàlia     | 5       | 2        | 0        | 3       | 75      | 111       | −36        | 5       | 4              |
| 5       | Irlanda    | 5       | 1        | 1        | 3       | 72      | 81        | −9         | 5       | 3              |
| 6       | França     | 5       | 1        | 1        | 3       | 73      | 91        | −18        | 6       | 3              |

## Partits

### 1º Jornada
| Gal·les | 22 - 30 | Irlanda | 2 de febrer de 2013 13:30 GMT - Assistència: 71.524 espectadors Àrbitre: Romain Poite (França) |
| Assaigs: Cuthbert 47' c Halfpenny 58' m Mitchell 75' c Con.: Halfpenny (2/3) 49', 76' Pen.: Halfpenny (1/1) 33' |         | Assaigs: Zebo 10' c Healy 23' c O'Driscoll 42' c Con.: Sexton (3/3) 11', 25', 43' Pen.: Sexton (3/3) 20', 28', 40' | 2 de febrer de 2013 13:30 GMT - Assistència: 71.524 espectadors Àrbitre: Romain Poite (França) |

| Anglaterra | 38 - 18 | Escòcia                                                                                | 2 de febrer de 2013 16:00 GMT - Twickenham Stadium, Londres Assistència: 81.347 espectadors Àrbitre: Alain Rolland (Irlanda) |
| Assaigs: Ashton 30' c Twelvetrees 42' c Parling 53' m Care 80' c Con.: Farrell (3/4) 31', 43', 80' Pen.: Farrell (4/4) 2', 13', 18', 37' |         | Assaigs: Maitland 9' m Hogg 70' c Con.: Laidlaw (1/2) 70' Pen.: Laidlaw (2/2) 19', 39' | 2 de febrer de 2013 16:00 GMT - Twickenham Stadium, Londres Assistència: 81.347 espectadors Àrbitre: Alain Rolland (Irlanda) |

| Itàlia | 23 - 18 | França                                                                                     | 3 de febrer de 2013 15:00 GMT - Stadio Olimpico, Roma Assistència: 57.547 espectadors Àrbitre: Nigel Owens (Gal·les) |
| Assaigs: Parísse 4' c Castrogiovanni 56' c Con.: Orquera (2/2) 5', 58' Pen.: Orquera (1/1) 17' Drop: Orquera 14' Burton 68' |         | Assaigs: Picamoles 11' m Fall 33' c Con.: Michalak (1/2) 33' Pen.: Michalak (2/3) 27', 49' | 3 de febrer de 2013 15:00 GMT - Stadio Olimpico, Roma Assistència: 57.547 espectadors Àrbitre: Nigel Owens (Gal·les) |

### 2º Jornada
| Escòcia | 34 - 10 | Itàlia                                                              | 9 de febrer de 2013 14:30 GMT - Murrayfield Stadium, Edimburg Assistència: 50.247 espectadors Àrbitre: Jaco Peyper (Sud-àfrica) |
| Assaigs: Visser 28' c Scott 42' c Hogg 47' c Lamont 68' c Con.: Laidlaw (4/4) 30', 44', 48', 69' Pen.: Laidlaw (2/2) 15', 24' |         | Assaigs: Zanni 73' c Con.: Burton (1/1) 74' Pen.: Orquera (1/2) 39' | 9 de febrer de 2013 14:30 GMT - Murrayfield Stadium, Edimburg Assistència: 50.247 espectadors Àrbitre: Jaco Peyper (Sud-àfrica) |

| França                        | 6 - 16 | Gal·les                                                                            | 9 de febrer de 2013 17:00 GMT - Stade de France, París Assistència: 80.000 espectadors Àrbitre: George Clancy (Irlanda) |
| Pen.: Michalak (2/2) 14', 52' |        | Assaigs: North 71' c Con.: Halfpenny (1/1) 73' Pen.: Halfpenny (3/3) 17', 42', 74' | 9 de febrer de 2013 17:00 GMT - Stade de France, París Assistència: 80.000 espectadors Àrbitre: George Clancy (Irlanda) |

| Irlanda                     | 6 – 12 | Anglaterra                            | 10 de febrer de 2013 15:00 GMT (UTC+0) - Aviva Stadium, Dublín Assistència: 51,000 espectadors Àrbitre: Jérôme Garcès (França) |
| Pen.: O'Gara (2/3) 44', 57' |        | Pen.: Farrell (4/6) 2', 28', 63', 65' | 10 de febrer de 2013 15:00 GMT (UTC+0) - Aviva Stadium, Dublín Assistència: 51,000 espectadors Àrbitre: Jérôme Garcès (França) |

### 3º Jornada
| Itàlia                          | 9 - 26 | Gal·les | 23 de febrer de 2013 14:30 GMT - Estadi Olímpic de Roma, Roma Assistència: 73.526 espectadors Àrbitre: Romain Poite (França) |
| Pen.: Burton (3/3) 9', 29', 49' |        | Assaigs: Davies 44' c Cuthbert 61' c Con.: Halfpenny (2/2) 45', 61' Pen.: Halfpenny (4/5) 7', 15', 19', 52' | 23 de febrer de 2013 14:30 GMT - Estadi Olímpic de Roma, Roma Assistència: 73.526 espectadors Àrbitre: Romain Poite (França) |

| Anglaterra                                                                        | 23 - 13 | França                                                                              | 23 de febrer de 2013 17:00 GMT - Twickenham Stadium, Londres Assistència: 82.000 espectadors Àrbitre: Craig Joubert (Sud-àfrica) |
| Assaigs: Tuilagi 54' m Pen.: Farrell (4/5) 1', 27', 33', 47' Flood (2/2) 72', 76' |         | Assaigs: Fofana 29' c Con.: Parra (1/1) 31' Pen.: Parra (1/3) 4' Michalak (1/1) 56' | 23 de febrer de 2013 17:00 GMT - Twickenham Stadium, Londres Assistència: 82.000 espectadors Àrbitre: Craig Joubert (Sud-àfrica) |

| Escòcia                                | 12 - 8 | Irlanda                                       | 24 de febrer de 2013 15:00 GMT - Murrayfield Stadium, Edimburg Assistència: 67.006 espectadors Àrbitre: Wayne Barnes (Anglaterra) |
| Pen.: Laidlaw (4/4) 52', 59', 63', 73' |        | Assaigs: Gilroy 43' m Pen.: Jackson (1/3) 35' | 24 de febrer de 2013 15:00 GMT - Murrayfield Stadium, Edimburg Assistència: 67.006 espectadors Àrbitre: Wayne Barnes (Anglaterra) |

### 4º Jornada
| Escòcia                                         | 18 - 28 | Gal·les                                                                                                  | 9 de març de 2013 14:30 GMT - Murrayfield Stadium, Edimburg Assistència: 67.144 espectadors Àrbitre: Craig Joubert (Sud-àfrica) |
| Pen.: Laidlaw (6/8) 6', 12', 26', 37', 48', 60' |         | Assaigs: Hibbard 23' c Con.: Halfpenny (1/1) 23' Pen.: Halfpenny (7/10) 4', 40', 46', 55', 58', 67', 71' | 9 de març de 2013 14:30 GMT - Murrayfield Stadium, Edimburg Assistència: 67.144 espectadors Àrbitre: Craig Joubert (Sud-àfrica) |

| Irlanda                                                                     | 13 - 13 | França                                                           | 9 de març de 2013 17:00 GMT - Aviva Stadium, Dublín Assistència: 51.000 espectadors Àrbitre: Steve Walsh (Austràlia) |
| Assaigs: Heaslip 10' c Con.: Jackson (1/1) 11' Pen.: Jackson (2/4) 29', 32' |         | Assaigs: Picamoles 73' c Con.: Michalak (1/1) 74' Pen.: Michalak | 9 de març de 2013 17:00 GMT - Aviva Stadium, Dublín Assistència: 51.000 espectadors Àrbitre: Steve Walsh (Austràlia) |

| Anglaterra                                    | 18 - 11 | Itàlia                                             | 10 de març de 2013 15:00 GMT - Twickenham Stadium, Londres Assistència: 81.458 espectadors Àrbitre: George Clancy (Irlanda) |
| Pen.: Flood (6/6) 3', 15', 37', 40', 43', 61' |         | Assaigs: McLean 48' m Pen.: Orquera (2/3) 17', 47' | 10 de març de 2013 15:00 GMT - Twickenham Stadium, Londres Assistència: 81.458 espectadors Àrbitre: George Clancy (Irlanda) |

### 5º Jornada
| Itàlia                                                                                                  | 22 - 15 | Irlanda                               | 16 de març de 2013 14:30 GMT - Estadi Olímpic de Roma, Roma Assistència: 74.174 espectadors Àrbitre: Wayne Barnes (Anglaterra) |
| Assaigs: Venditti 48' c Con.: Orquera (1/1) 49' Pen.: Orquera (4/5) 13', 21', 69', 80' Garcia (1/2) 35' |         | Pen.: Jackson (4/5) 5', 40', 52', 57' | 16 de març de 2013 14:30 GMT - Estadi Olímpic de Roma, Roma Assistència: 74.174 espectadors Àrbitre: Wayne Barnes (Anglaterra) |

| Gal·les | 30 - 3 | Anglaterra              | 16 de març de 2013 17:00 GMT - Millennium Stadium, Cardiff Assistència: 74.104 espectadors Àrbitre: Steve Walsh (Austràlia) |
| Assaigs: Cuthbert (2) 56' m, 65' c Con.: Dan Biggar (1/1) 66' Pen.: Halfpenny (4/4) 10', 17', 23', 51' Dan Biggar (1/1) 70' Drop: Dan Biggar 64' |        | Pen.: Farrell (1/3) 20' | 16 de març de 2013 17:00 GMT - Millennium Stadium, Cardiff Assistència: 74.104 espectadors Àrbitre: Steve Walsh (Austràlia) |

| França | 23 - 16 | Escòcia                                                                        | 16 de març de 2013 20:00 GMT - Stade de France, París Assistència: 81.158 espectadors Àrbitre: Nigel Owens (Gal·les) |
| Assaigs: Fofana 65' c Médard 70' c Con.: Michalak (1/1) 66' Machenaud (1/1) 71' Pen.: Michalak (3/3) 44', 49', 53' |         | Assaigs: Visser 75' c Con.: Jackson (1/1) 75' Pen.: Laidlaw (3/3) 8', 14', 58' | 16 de març de 2013 20:00 GMT - Stade de France, París Assistència: 81.158 espectadors Àrbitre: Nigel Owens (Gal·les) |